# Bözingen

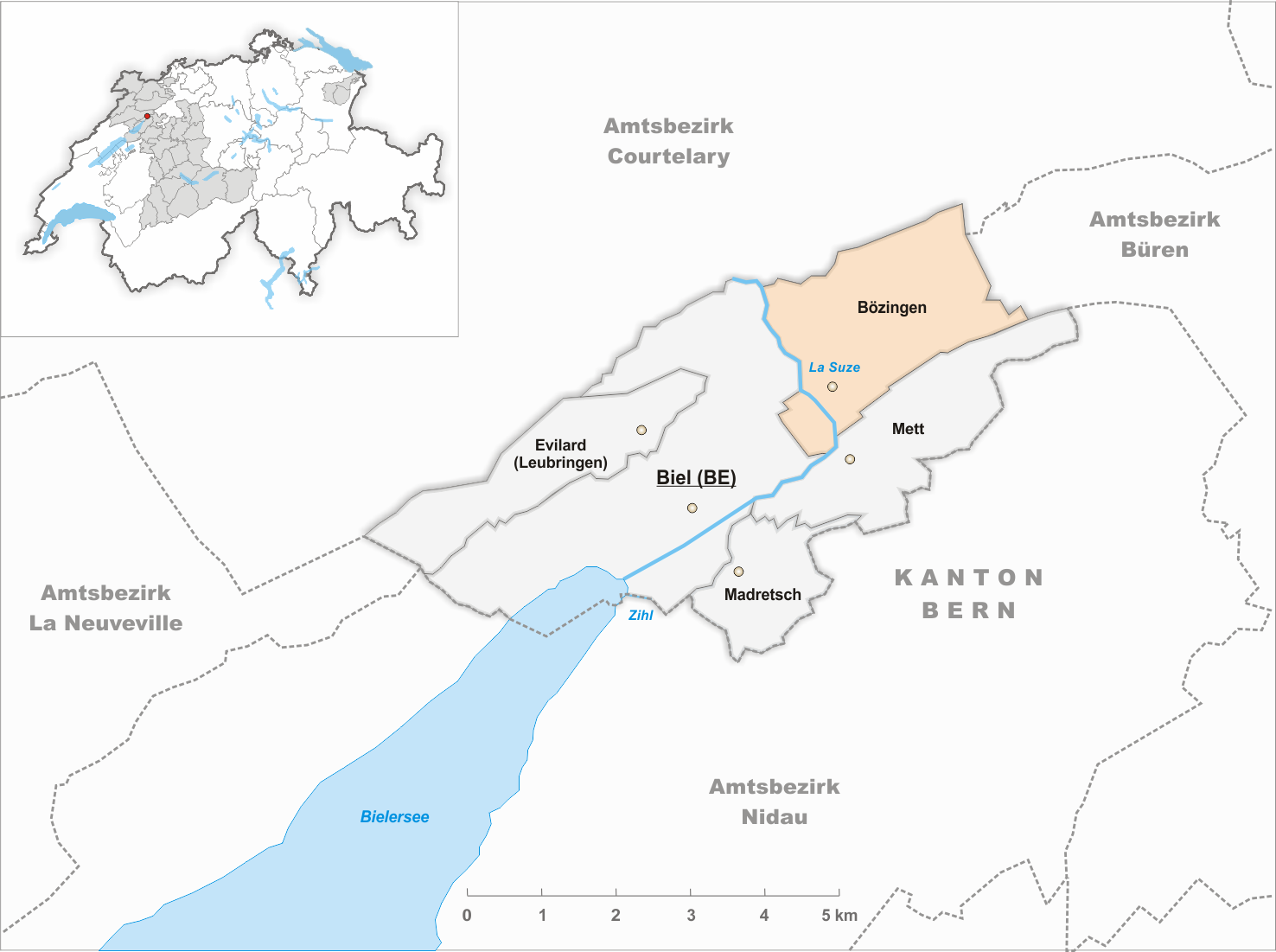
Gemeindestand vor der Fusion am 1. Januar 1917

Bözingen (französisch Boujean) ist das flächenmässig grösste Quartier (Ortsteil) der Stadt Biel/Bienne. Die ehemals selbständige Gemeinde Bözingen wurde 1917 nach Biel eingemeindet.

## Lage
Bözingen liegt am östlichen Ende der Stadt Biel am Ausgang der Taubenlochschlucht.

## Geschichte
Im Gebiet des Fürstbischofs von Basel gelegen, gehörte Bözingen von 1388 an zum Meiertum der Stadt Biel. Administrativ war Bözingen dem Rat von Biel unterstellt, welcher auf Vorschlag der Gemeinde den Ammann wählte und vereidigte. Der Galgen Biels befand sich in Bözingen.
Die Schüss, welche im 13. Jahrhundert die bischöfliche Kastvogtei Biel begrenzte, teilte Bözingen in zwei Teile: Ober- und Unterdorf. Diese beiden Ortsteile hatten teilweise unterschiedliche Rechtsformen.
1634 wurde die Mühle am Ausgang der Taubenlochschlucht durch einen Drahtzug ergänzt. 
1798 bis 1813 gehörte Bözingen zu Frankreich. 1815 wurde das Gebiet des ehemaligen Fürstbistums mit Bern vereinigt. Bözingen wurde bernische Landgemeinde. Definitive Konstituierung 1823. 
Bözingen war lange Zeit ein typisches Strassendorf, dessen Bebauung sich an der Kantonsstrasse Biel–Solothurn entlang zog. 1874 zerstörte ein Grossbrand 30 Gebäude. Danach veränderte das Dorf sein Gesicht, vor allem auch wegen des Rückgangs der Landwirtschaft. Die Bieler Uhrenindustrie strahlte auf Bözingen aus. Arbeiter und Arbeiterinnen aus Bözingen fanden Beschäftigung in Biel. Aber auch in Bözingen entstanden Uhrenateliers. 1917 fusionierten die beiden Einwohnergemeinden Biel und Bözingen. 

## Verkehr
Durch den Ort führt die Kantonsstrasse Biel–Solothurn. Bis zum Bau der Reuchenettestrasse 1858 berührte auch der Verkehr in Richtung Jura den Ort, wobei der Weg am östlichen Hang und oberhalb der Taubenlochschlucht geführt wurde. Die alte Wegführung geht auf die Römer zurück und wird aus diesem Grund Römerweg genannt.
Die Bahnstrecke Biel-Solothurn, welche 1857 eröffnet wurde, berührte die Gemeinde nicht. Die erst 1895 eröffnete Station Mett-Bözingen (heute «Biel Mett») kam auf dem Gemeindegebiet von Mett zu liegen.
Der Ort wurde 1877 von der Strassenbahn Biel erschlossen, zuerst als Rösslitram, später als elektrische Strassenbahn. Deren Depot befand sich auf Bözinger Boden. Die Strassenbahnlinie wurde 1948 durch eine Trolleybuslinie ersetzt.
Die Drahtwerke und das Schwellenwerk der Renfer AG wurden von 1909 bis 1991 mit einer schmalspurigen Güterbahn vom Bahnhof Mett her erschlossen.
Bis 1963 gab es den Flugplatz Biel-Bözingen.

## Einzelnachweise

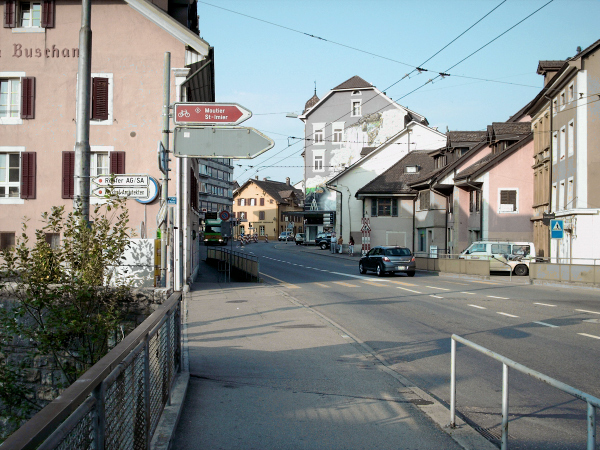
Bözingen, westlich der Schüss
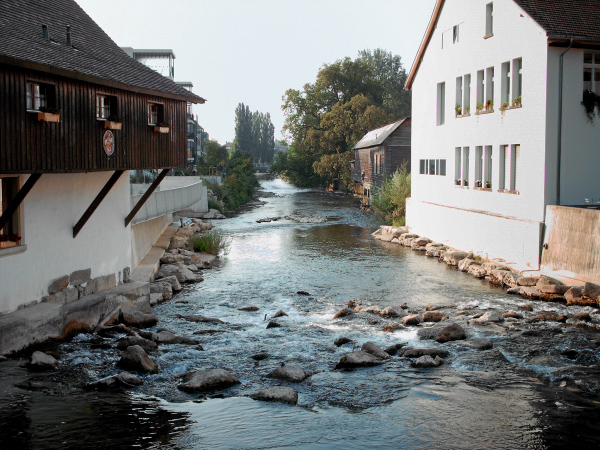
Die Schüss
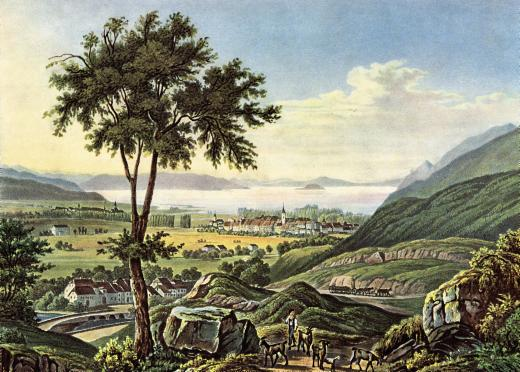
Bözingen im Jahr 1836; im Hintergrund Biel, der Bielersee und die St. Petersinsel